# Mariakapel (Maria Hoop)

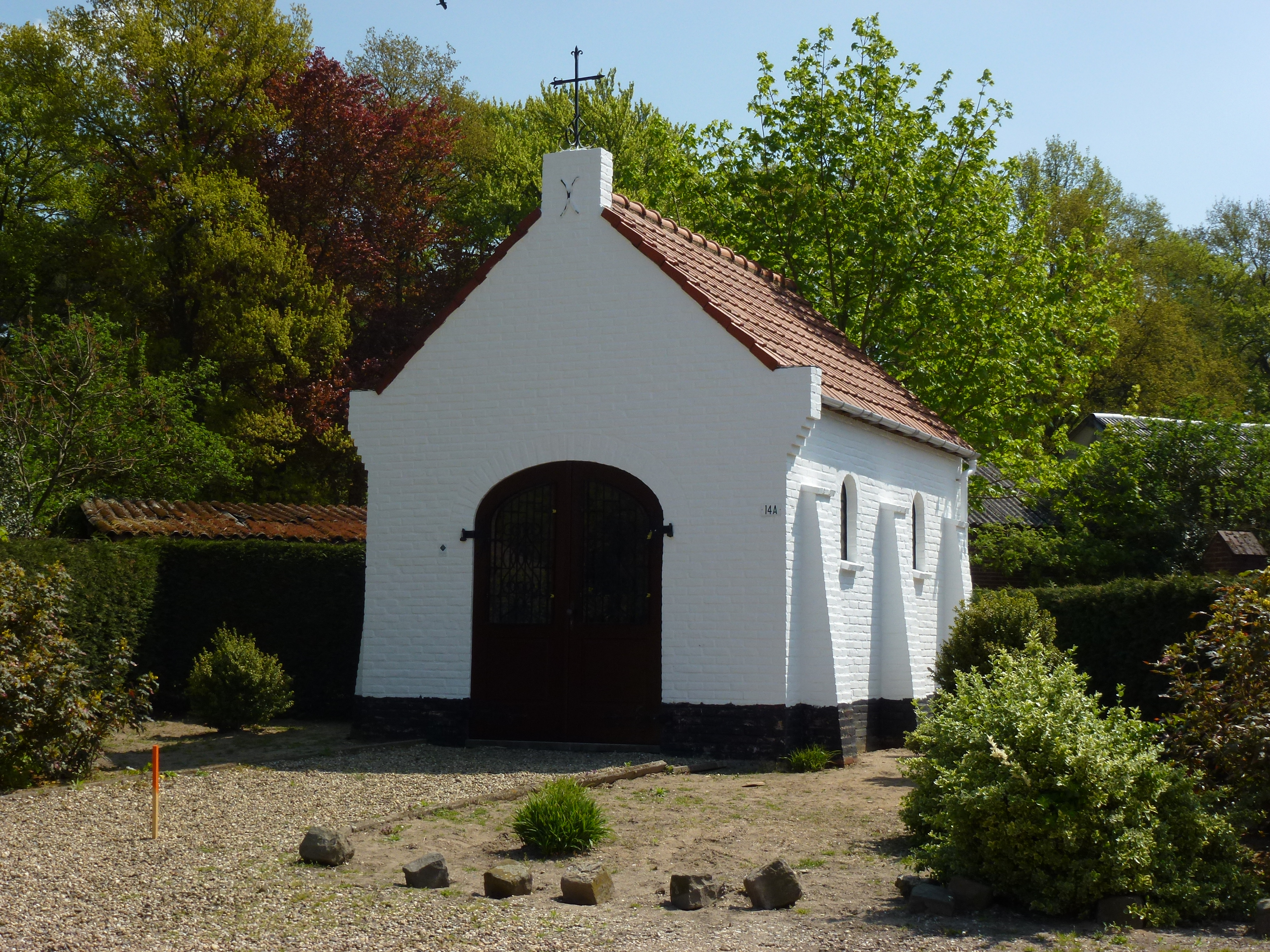
De Mariakapel

De Mariakapel is een kapel in Maria Hoop in de Nederlandse gemeente Echt-Susteren. De kapel staat aan de splitsing van de Annendaalderweg met de Kerkweg in het noordoosten van het dorp.
De kapel is gewijd aan de heilige Maria.

## Gebouw
De wit geschilderde bakstenen kapel staat op een rechthoekig grondplan en wordt gedekt door een zadeldak met rode pannen. De zijgevels hebben elk drie schuin uitgemetselde steunberen en twee rondboogvensters. De frontgevel is een tuitgevel met schouderstukken op een verbrede aanzet en op de top van de gevel staat een ijzeren kruis. In de frontgevel bevindt zich de ellipsboogvormige toegang van de kapel die wordt afgesloten met een dubbele houten deur met vensters en siersmeedwerk.
Van binnen is de kapel wit gestuukt op een lambrisering van gele bakstenen. Ook de vernsters zijn met deze gele baksteen omlijst. Tegen de achterwand is het altaar geplaatst dat bestaat uit een altaarblad op twee klassieke zuilen. Boven het altaar is op de achterwand een afbeelding aangebracht van de heilige die Maria toont in een blauw gewaad en aureool met op haar linkerarm het kindje Jezus in een licht gewaad, met aureool en in zijn linkerhand een rijksappel.